# Kyrill (storm)

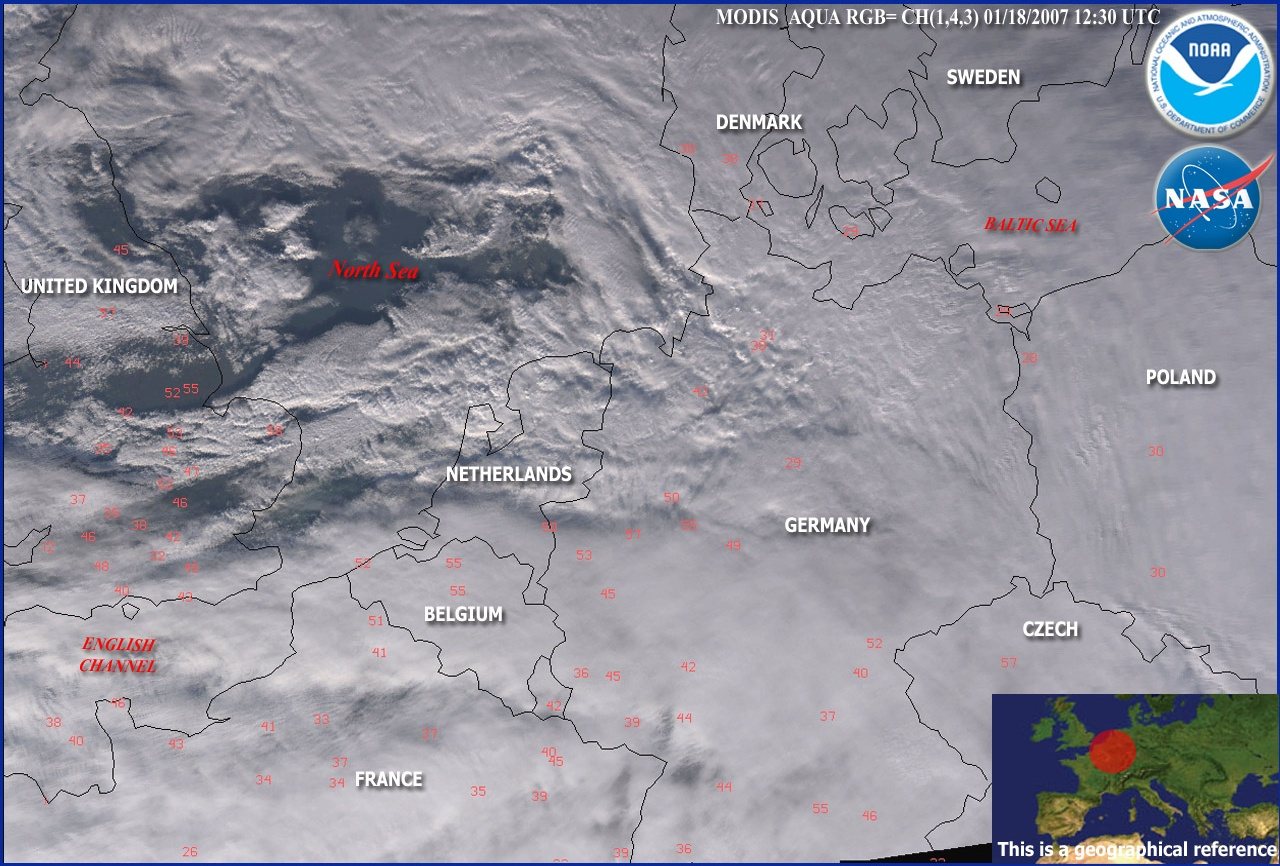
Satellietfoto van de storm

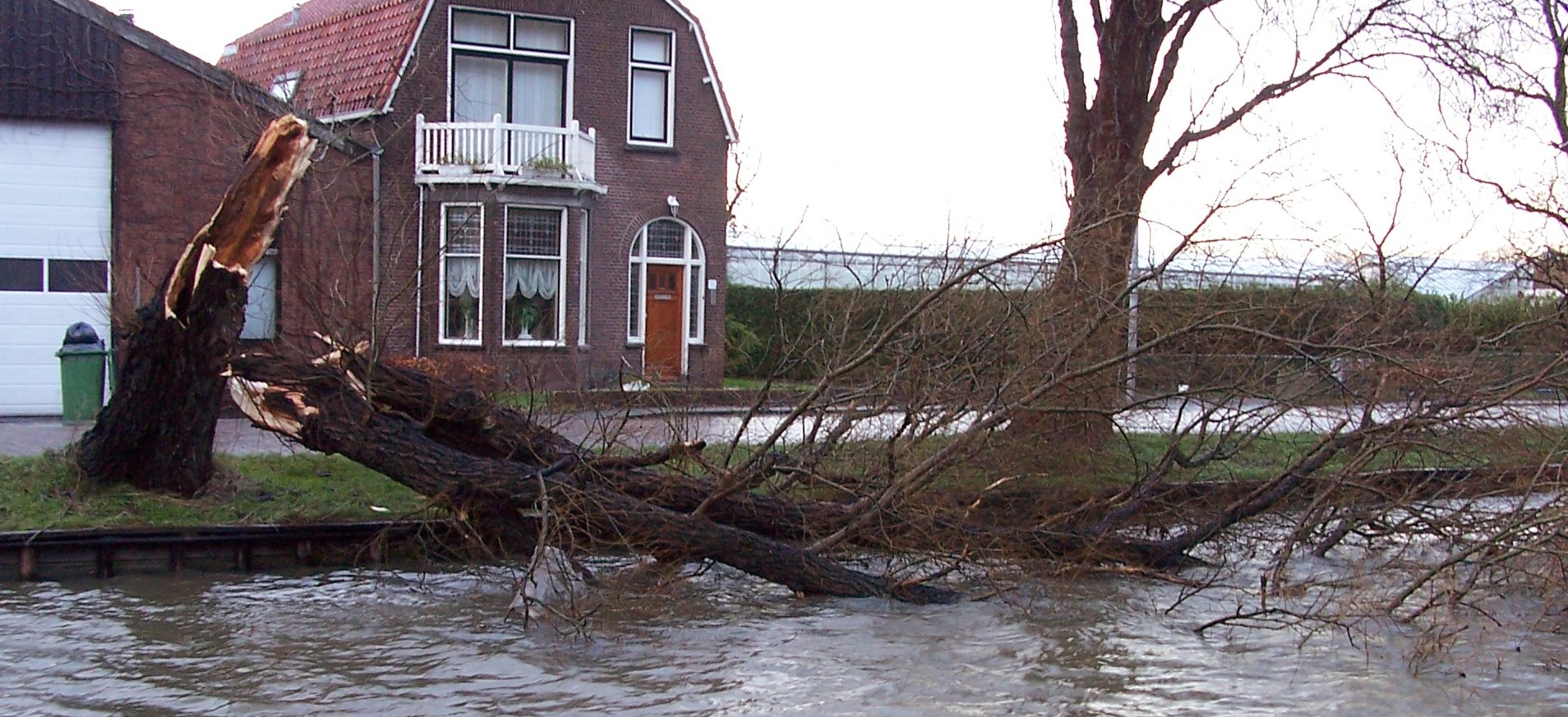
Omgewaaide boom in Rijswijk

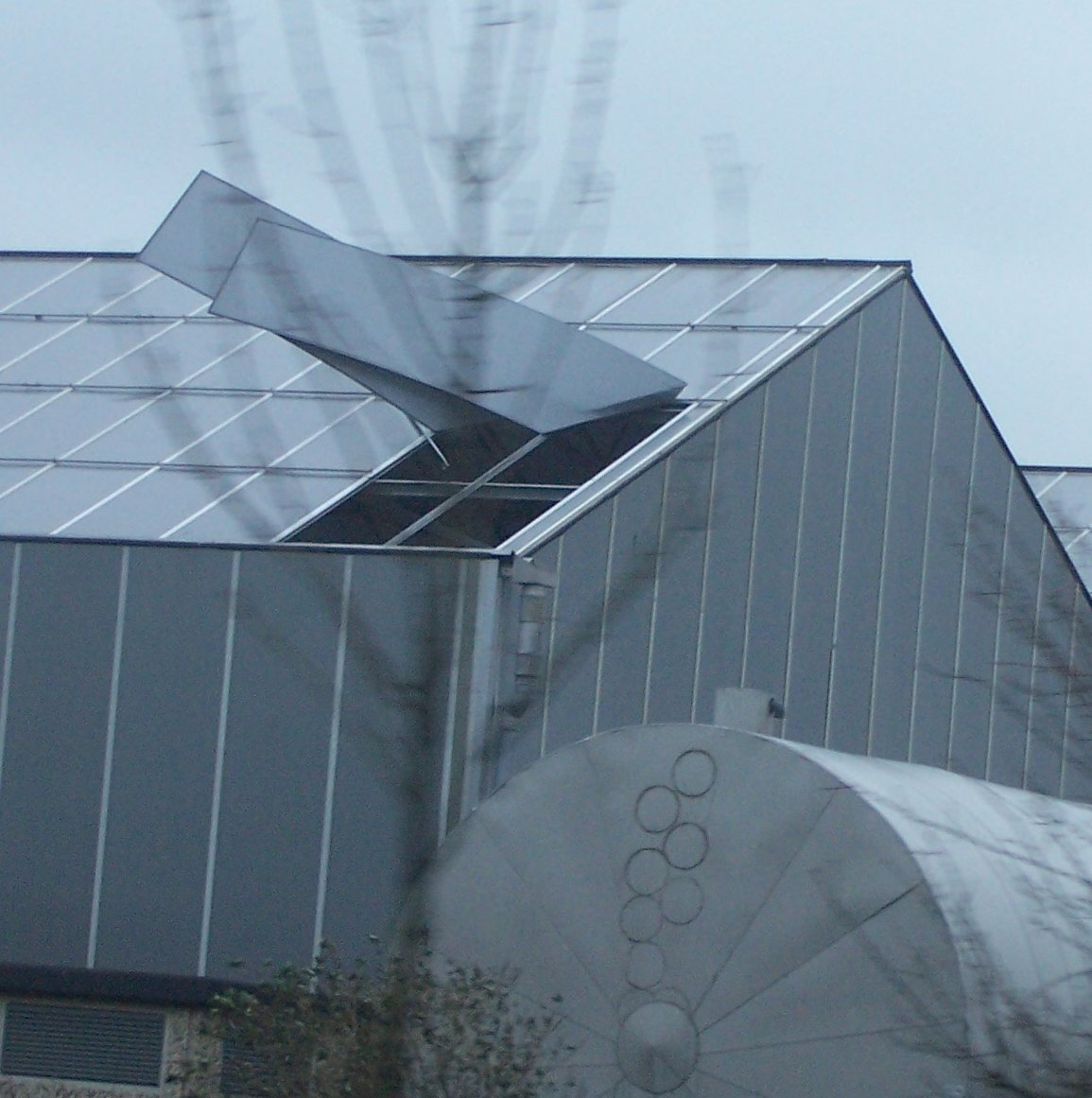
Dakplaten laten los in het Westland

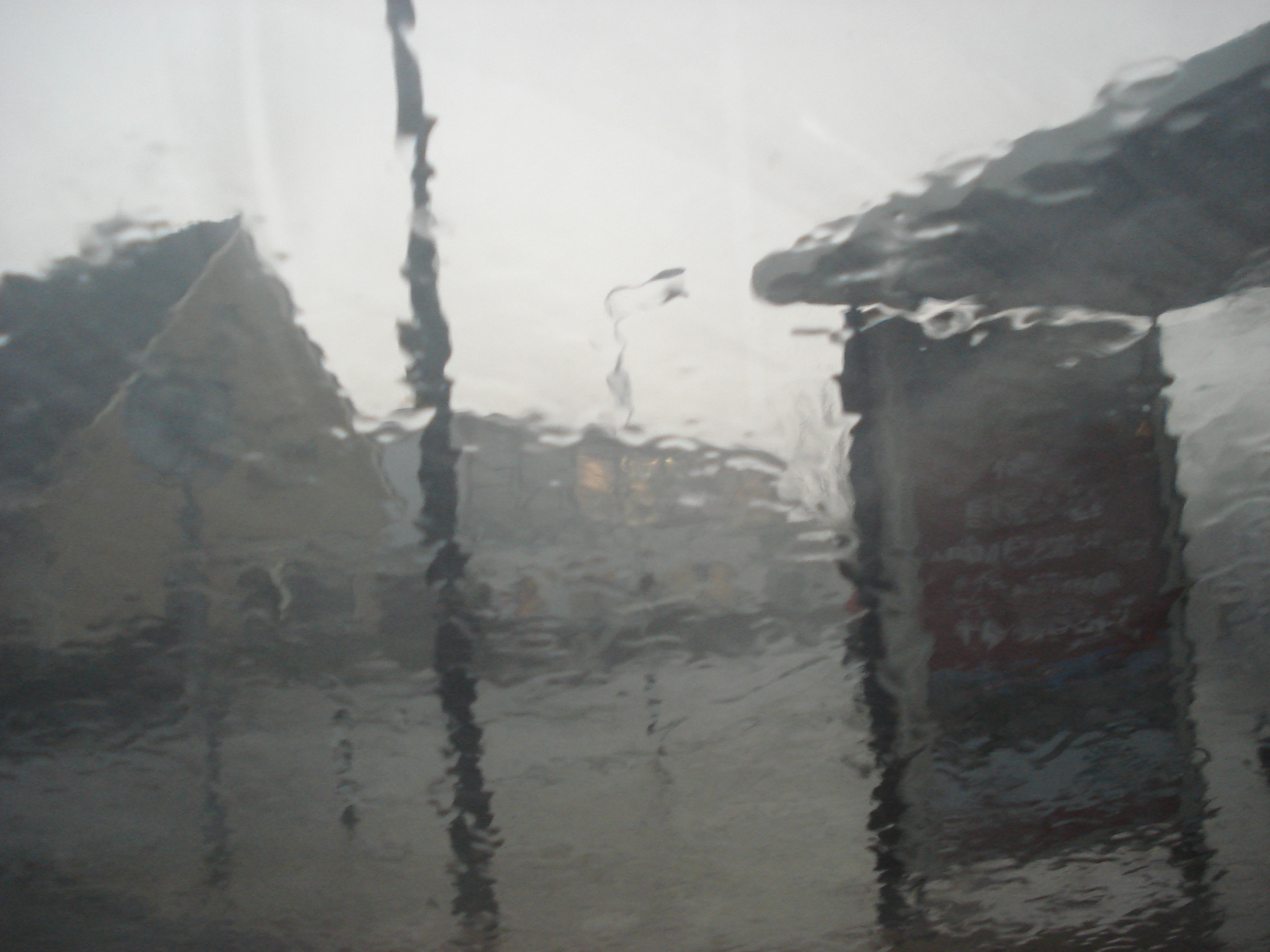
Noodweer bij station Hillegom

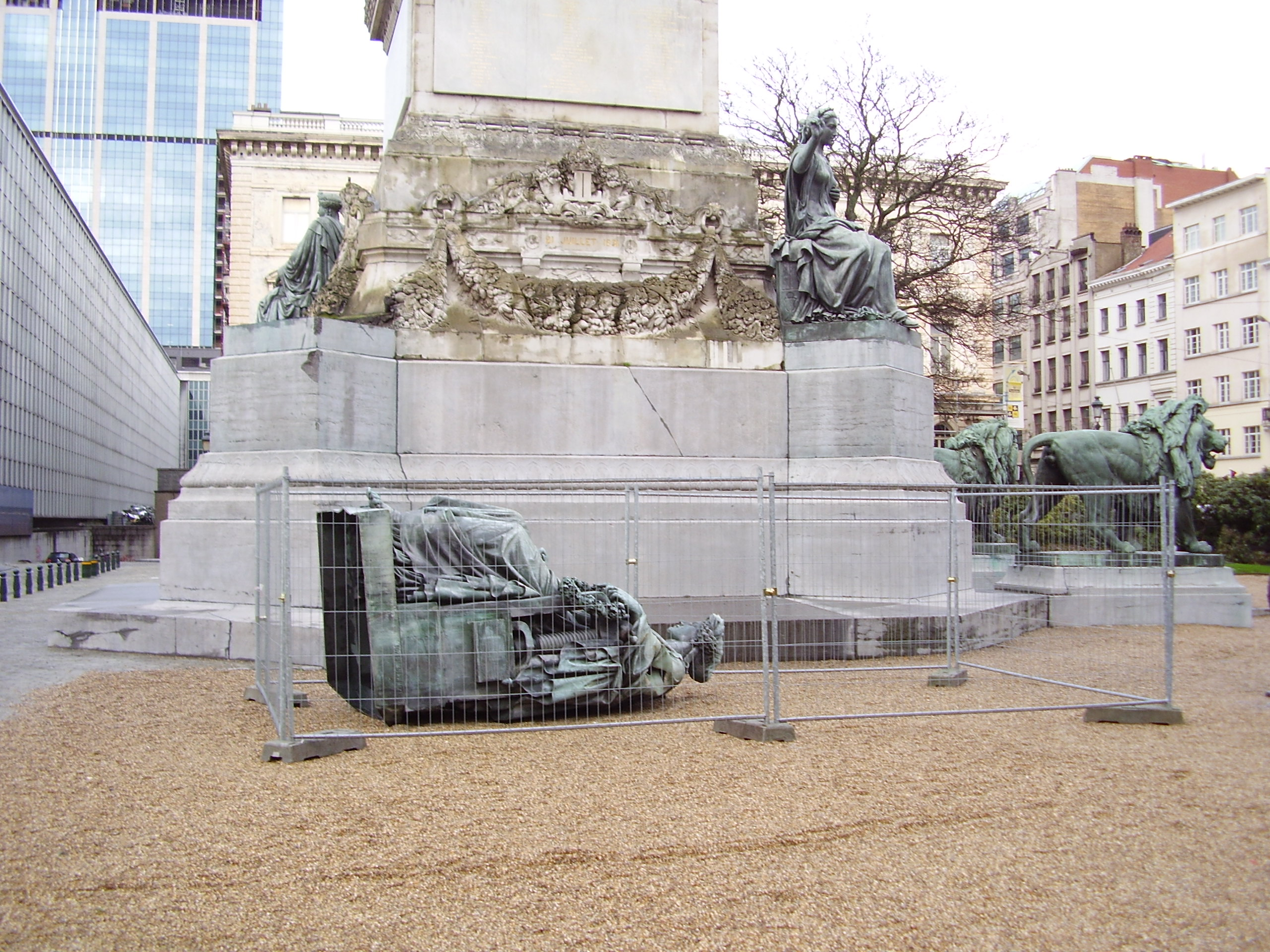
Een van de beelden van de Congreskolom in Brussel werd van zijn sokkel geblazen

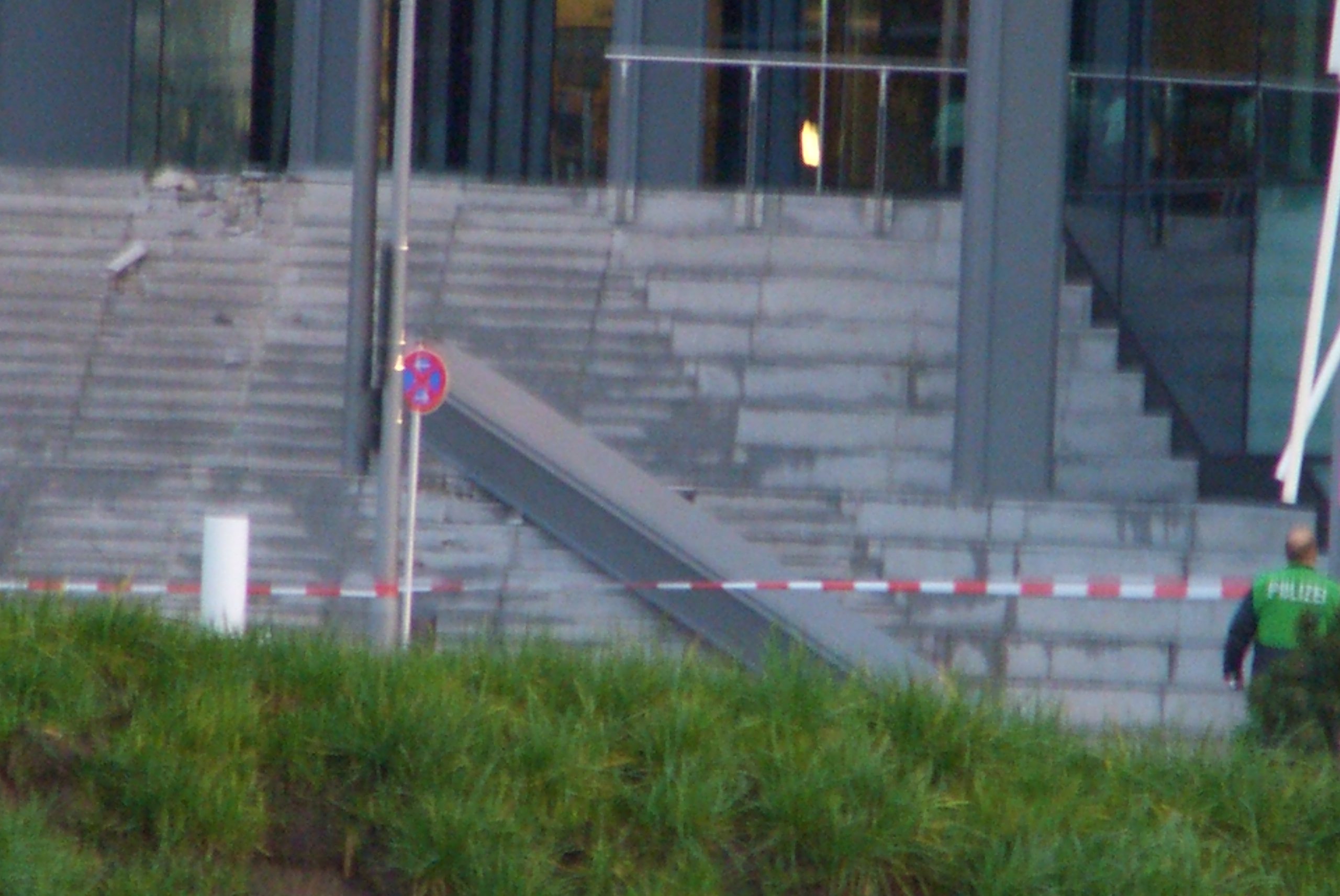
Een betonnen pilaar op Berlin Hauptbahnhof is weggeslagen

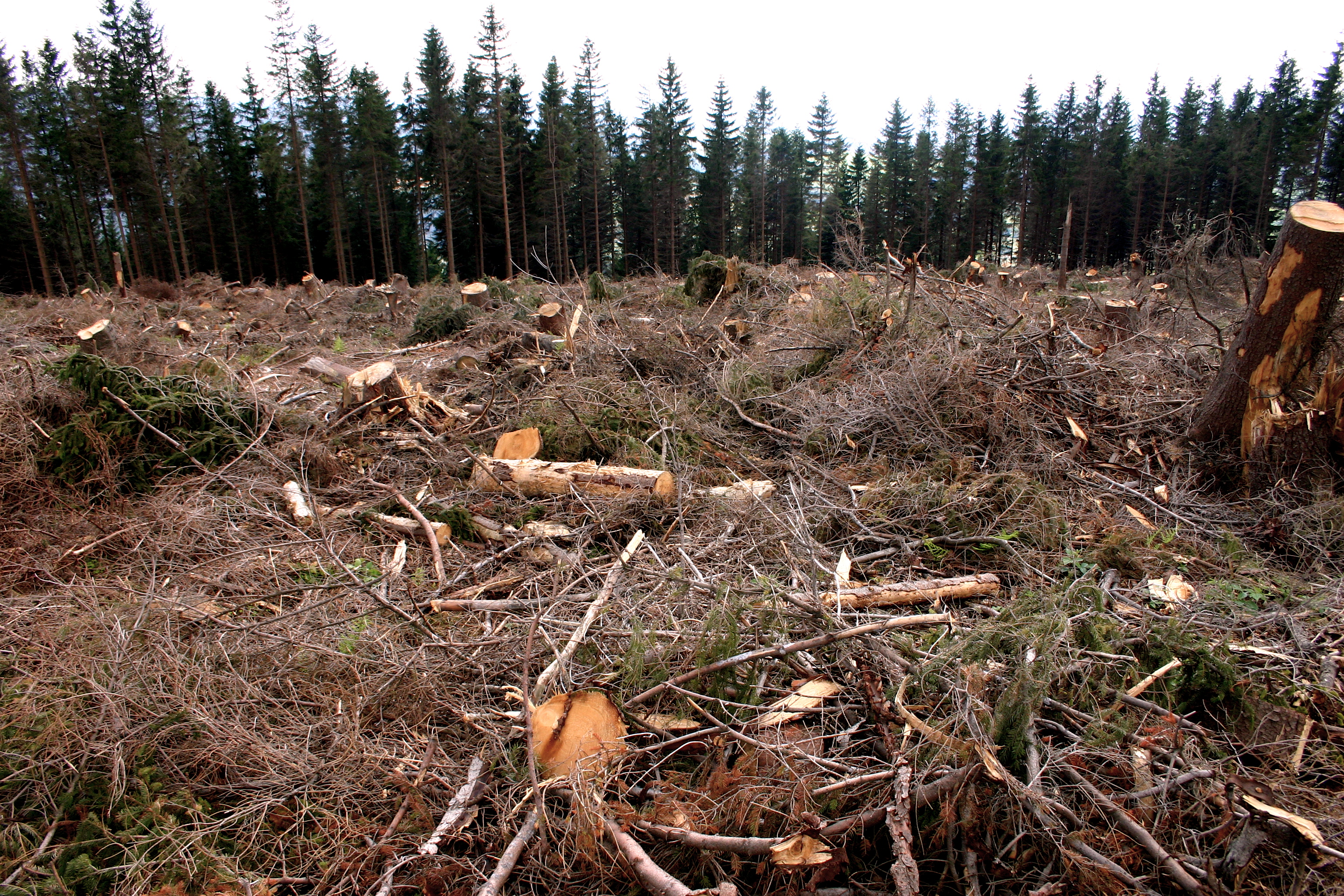
Een bos in de buurt van Bruchhausen, zes maanden na Kyrill

Kyrill was een lagedrukgebied dat zich in 2007 tot een Europese storm ontwikkelde. Hoewel deze storm niet aan de definitie van een orkaan voldeed, werd hij ook wel orkaan Kyrill genoemd. Met name Groot-Brittannië, Nederland, Frankrijk, België en Duitsland werden getroffen. Het lagedrukgebied ontstond op 15 januari 2007 bij Newfoundland. Hier kwam de zeer koude lucht vanuit het noorden van de Verenigde Staten in contact met de veel warmere subtropische lucht van zuidelijke breedte. Door de sterke straalstroom ontwikkelde de depressie zich sterk. Vervolgens trok de depressie over het zuiden van de Noordzee richting de Oostzee. In de nacht van 18 op 19 januari kwam de storm aan in Polen. De depressie trok verder richting het noorden van Rusland.
In totaal vielen er in heel Europa 47 doden als gevolg van de storm.

## Windsnelheid
De windsnelheid lag aan vrijwel de gehele kust rond de windkracht 10. In Vlissingen werd een uurgemiddelde van 94 km/u gemeten. In Zeeland was de storm dan ook het hevigst. In Wilhelminadorp werd de hardste windstoot gemeten, met een snelheid van 133 km/u. Verder in het binnenland lag de windsnelheid lager, maar gevaarlijke windstoten waren er nog steeds te vinden. Zo werd in Herwijnen een windstoot van 124 km/u gemeten.
Gedurende de storm werd in Zwitserland de hoogste windsnelheid gemeten. Bij de Aletschgletsjer werd een windstoot van 225 km/u gemeten. De laagste luchtdruk die werd gemeten in het oog van het lage drukgebied was 964,2 hPa.

## Herkomst naam Kyrill
De naam van de storm werd toegekend door de Vrije Universiteit Berlijn. De naam werd verzonnen door een familie uit Neuenhagen bei Berlin die op die manier de verjaardag van de vader konden "vieren". De Vrije Universiteit van Berlijn maakt namelijk niet zelf een lijst met namen (zoals wel gebeurt bij orkanen); iedereen kan tegen betaling een naam voorstellen.

## Gevolgen van de storm

### Nederland
Op 17 januari kondigde het Nederlandse KNMI een weeralarm af voor de volgende dag. Op donderdag 18 januari bereikte de storm rond het middaguur de Nederlandse kust en groeide daar al snel uit tot windkracht 10. Vooral de Waddeneilanden hadden er meteen last van. In de uren daaropvolgend was het in heel Nederland merkbaar. Op plekken door het hele land werden krachten van 9 en 10 gemeten. Het was naast die van 27 oktober 2002 de zwaarste storm sinds 25 januari 1990.
In Nederland ontstond op diverse plekken al snel een chaos. Het crisiscentrum van Binnenlandse Zaken gaf rond vier uur in de middag het advies binnen te blijven. Ondertussen lag het vlieg- en treinverkeer voor het grootste deel plat. Er vielen verscheidene gewonden toen in Utrecht een hijskraan op een gebouw van de universiteit viel. In totaal had Nederland zeven doden te betreuren. Er vielen twee doden bij een verkeersongeval met een omgewaaide boom bij Arnhem en in Leersum kwam een motorrijder door een omgevallen boom om het leven. In de avond vielen er in Noord-Brabant nog eens twee doden: in Sint-Oedenrode kwam een 17-jarige bromfietser onder een boom terecht en in Riel waaide een kind met z'n fiets tegen een rijdende auto. Ook op de A59 bij Oosterhout viel een dode bij een ongeval. Op 19 januari overleed een zevende persoon, een 59-jarige man uit Staphorst, aan verwondingen die hij opliep toen hij de dag daarvoor van het dak van zijn koeienstal werd geblazen. Daarnaast werden diverse snelwegen afgesloten.

#### Treinverkeer stilgelegd
Als gevolg van de zware storm raakte ook het treinverkeer ontregeld. In de middag werd de reizigers aangeraden niet meer op reis te gaan. Rond 19.00 uur werd het treinverkeer in heel Nederland stilgelegd.
In de loop van de middag werd station Amsterdam Centraal afgesloten wegens vallend glas uit de overkapping. Ook het treinverkeer rondom station Utrecht Centraal werd stilgelegd. Nabij Venlo reed een dieseltrein tegen een omgevallen boom. De schade bleef beperkt. Ruim 5.000 reizigers strandden op de grote stations en moesten de nacht doorbrengen in opvangcentra. Nadat de storm omstreeks middernacht zijn hoogtepunt voorbij was konden de technische diensten de schade opnemen en herstellen. Doordat zij de hele nacht doorwerkten, konden omstreeks 6.00 uur de volgende morgen de meeste treinen weer volgens de dienstregeling gaan rijden.

#### Schade
Volgens schattingen was er voor minimaal 200 miljoen euro schade aan gebouwen, veel meer dan de 100 miljoen van de storm in 2002. Vanuit Noord-Holland kwamen de meeste schademeldingen binnen.
In het Brabantse dorpje Geffen werd windmolen 'Zeldenrust' zwaar getroffen door de hevige storm. De molen werd volledig van de voet geblazen, alleen de bakstenen bleven overeind. Het herstellen van deze molen heeft langer dan een jaar geduurd.

### België
In België vielen minstens drie doden en enkele zwaargewonden.

### Duitsland
Ook in Duitsland had het treinverkeer grote problemen door de storm. In de avond werd het treinverkeer in heel Duitsland stilgelegd, dit was de eerste keer sinds de Tweede Wereldoorlog. Ook het nieuwe hoofdstation van Berlijn liep schade op door de storm. Het herstellen van de schade aan bovenleidingen duurde meerdere dagen.

### Europa
Ook in de rest van Europa zorgde de storm voor veel schade. In Groot-Brittannië vielen zeven doden. In totaal kwamen er in heel Europa zeker 45 mensen om het leven.